# تپه قالا تپه سی
تپه قالا تپه سی مربوط به عصر آهن - دوره اشکانیان است و در شهرستان گرمی، بخش مرکزی، دهستان اجارود شمالی، روستای قاطریوران سفلی واقع شده و این اثر در تاریخ ۷ خرداد ۱۳۸۷ با شمارهٔ ثبت ۲۲۹۲۹ به‌عنوان یکی از آثار ملی ایران به ثبت رسیده است.